# 大佑
大佑（だいすけ、本名：押田 大佑〈おしだ だいすけ〉、1978年7月30日 - 2010年7月15日）は日本の歌手、ドラマー。東京都出身。

## 来歴
- 1999年、ドラムを務めていたFatimaを脱退。
- 1999年5月、DIR EN GREY京の奨めでボーカルに転向、蜉蝣を結成。
- 2007年1月8日、蜉蝣解散。
- 2007年4月、the studsを結成。
- 2009年8月7日、the studs充電期間に入る。
- 2010年4月6日、「大佑と黒の隠者達」名義のソロ活動をスタート。
- 2010年7月15日、死去。享年31。
- 2010年8月16日、献花式が行われる。
- 2011年7月15日、追悼ライブが行われる。

## 概要
Fatimaまではドラマーを務めていた。Fatimaを脱退後、鬱状態に入っていたころにDIR EN GREYの京と出会い、ボーカルへの転向を勧められる。その後結成した蜉蝣では「カリスマボーカル」を名乗っていた。
蜉蝣ではほぼ全ての楽曲の作詞を手掛ける。今でこそビジュアル系のバンドが欧州や欧米で人気であるが、蜉蝣の欧州進出はかなり早く、特にフランスでは大佑の知名度は絶大に高く、動員数も最高クラスであった。
「大佑と黒の隠者達」では、そのコンセプトとして、音楽以外にも芝居の要素を取り入れることを理想としている。
2010年7月15日午前2時ごろ、大佑が東京都の自宅で死亡しているのを訪ねてきた友人が発見した。打ち合わせが終わり、帰宅後に酒と精神安定剤を大量に摂取したとされ、自殺と見られている。その一方では、幼少期より抱えていた心臓の病気によって、普段から睡眠を取るために使用していた薬や酒でも強く体に反応が出てしまった［事故死］ではないかとも言われている。
関係者によれば、21日発売予定だったシングル「嫌」を始め、秋にはアルバムのリリース、さらには外国でのツアーライブも考えられていた矢先の出来事だった。なお、通夜・葬儀は近親者の間で執り行われ、また8月16日には献花式も行われた。公式サイトには蜉蝣の解散時メンバーとaieから追悼コメントが寄せられている。

## 人物
- 幼少時代より心臓に疾患を抱えている。蜉蝣のバンドコンセプトはこの病気からきている。
- 子供の頃はジュニア級プロレスラーになることが夢だった。
- 幼少の頃、母親に連れられて演劇を見ることが多かったため、演劇好きになった。
- メジャーシーンに出ることを嫌っている。本人によれば「上辺だけ取り繕ったような関係を築くことに我慢が出来ない」とのこと。そのため蜉蝣時代から一貫して、「売れよう」とは思わず「やりたいことをやればいい」と考えている。ただし所属レーベルのFIRE WALL DIVISIONはSONYに流通を委託しており、メジャー流通はしていた。
- 蜉蝣の解散後も、メンバーとの仲は途絶えることなく、共に飲みに行くことも多かったという。また、蜉蝣初期メンバーのMASAYAとの親交も深く、the studsのメンバーであるaieは大佑が蜉蝣にいた頃からの付き合いであり、MASAYAともに親友の間柄である。
- 亡くなる直前に受けた「ROCK and READ」のインタビューでは、「心の支えを失った」と語っていた。
- MERRYのガラとは生前「どちらかが音楽を辞めたら自分も辞める」と約束をしていた。
- ムックの逹瑯と仲が良く、家がなくなった際に逹瑯は理由も聞かず同居していた。
- 高校生の頃からドラムを初め、最初にコピーした曲はX JAPANの紅。

## 大佑と黒の隠者達
- the studs活動休止後に大佑がスタートさせたソロプロジェクト。所属レーベルは亡国の騎士団。バンドコンセプトは「復讐」。
- PVにエキストラとして、一般公募による「隠者達」が出演する企画を行った。また、サポートミュージシャンも「隠者達」として非公開にされている。

### ディスコグラフィー

#### シングル
1. 翻弄（2010年6月2日）- オリコン週間チャート初登場77位
2. 嫌（2010年7月21日） - オリコンインディーズチャート初登場3位、週間チャート60位

### アルバム
1. 漆黒の光（2011年4月20日）
  - 遺作。DIR EN GREYの京、ムック、MERRY、D'espairsRay、12012など、多数のアーティストが参加。

#### 配布CD
- 嘘と迷路（2010年6月11日）

謎のギターボーカル、LULU

### その他
- 大佑 1978-2010（2010年12月）
  - 写真、インタビューなどを収録したメモリアルブック。通販限定。